# Ecstasy, Passion & Pain
Ecstasy, Passion & Pain was een Amerikaanse discoband.

## Bezetting
Leden
- Barbara Roy (zang, gitaar)
- Josef Williams jr. (basgitaar)
- Alan Tiza (percussie)
- Althea Smith (drums)
- Billy Gardner (keyboards)
- Jimmy Clark (gitaar)
- Ronald Foster (keyboards)

Vroegere leden
- Carl Jordan (percussie)
- Ray Brown (keyboards)
- Fred Wells (gitaar)
- Lorenzo (Tony) Wyche (trompet)
- Tony Thompson (drums)
- Raymond Jones (keyboards)

## Geschiedenis
EP&P werd in 1972 opgericht in New York door Barbara Roy. Roy was het enige bandlid zolang als de band bestond en was verantwoordelijk voor de meeste songs van de band en ze ontfermde zich ook over de financiën en de zaken. De band werd ontbonden in 1977 na het uitbrengen van Passion en Dance the Night Away schoot tekort om het succes van Touch and Go te kunnen evenaren.
Hun single One Beautiful Day, geschreven door Melvin en Mervin Steals, bereikte in 1975 de 48e plaats in de Billboard Hot 100. De single Good Things Don't Last Forever haalde de Billboard Hot 100 met een 93e plaats en de Billboard Hot Soul Singles met een 14e plaats. Later in 1974 plaatste hun single Ask Me zich twee weken op de 2e plaats in de Amerikaanse dancehitlijst. De song bereikte ook de 19e plaats in de soulhitlijst en de 52e plaats in de Hot 100.
De single Touch and Go was de eerste publicatie van de band met Barbara Roy's naam op het label. De single bereikte de 4e plaats in de Billboard dancehitlijst en plaatste zich op de 71e plaats in de soulhitlijst en een 98e plaats in de Hot 100.

## Discografie

### Singles
- 1974: I Wouldn't Give You Up
- 1974: Good Things Don't Last Forever
- 1974: Ask Me
- 1975:	One Beautiful Day
- 1975: There's So Much Love Around Me
- 1976:	Touch and Go
- 1977:	Passion
- 1977: Dance the Night Away
- 1981: If You Want Me

### Albums
- 1974:	Ecstasy, Passion & Pain (Roulette Records)

### Compilaties
- 1999: Good Things: The Roulette Recordings 1973-1977